# Домингус-Мартинс
Домингус-Мартинс (порт. Domingos Martins)  —  муниципалитет в Бразилии, входит в штат Эспириту-Санту. Составная часть мезорегиона Центр штата Эспириту-Санту. Входит в экономико-статистический  микрорегион Афонсу-Клаудиу. Население составляет 31 175 человек на 2007 год. Занимает площадь 1 225,327 км². Плотность населения — 25,4 чел./км². Муниципалитету частично принадлежит парк Педра-Азул.

## История
Город основан 20 октября 1893 года. 

## Статистика
- Валовой внутренний продукт на 2005 составляет 227.880.105 реалов (данные: Бразильский институт географии и статистики).
- Валовой внутренний продукт на душу населения на 2005 составляет 6.829,30 реалов (данные: Бразильский институт географии и статистики).
- Индекс развития человеческого потенциала на 2000 составляет 0,829 (данные: Программа развития ООН).

## География
Климат местности: горный тропический. В соответствии с классификацией Кёппена, климат относится к категории Cwa.